# 윌리엄 애덤스

윌리엄 애덤스

윌리엄 애덤스(William Adams, 1564년 9월 24일 - 1620년 6월 16일)는 일본 도쿠가와 막부의 초대 쇼군 도쿠가와 이에야스의 외교고문을 지냈던 영국 출신의 항해사, 항구도선사(導船士) 겸 무역인이다. 귀화하여 일본여인과 결혼하였으며, 막부로부터 영지까지 받았다. 일본이름은 미우라 안진(일본어: 三浦按針)이다.

## 이력
잉글랜드 남동부 켄트주 태생이다. 선원인 아버지를 여의고 12살 때 런던으로 상경하여 조선업자인 니콜라스 디킨스의 제자로 들어간다. 조선술보다 항해술쪽에 흥미를 느끼게 된 그는 1588년 도제간 의무기간이 끝나자 영국해군에 입대하여 화물보급선의 선장으로서 에스파냐 무적함대와의 전투인 아르마다 해전에 참전한다. 결혼하여 1남 1녀를 두었다. 항해중 함께 일하게 된 네덜란드 선원들과 교류하게 된 그는 네덜란드 로테르담에서 극동지역항해를 위해 숙련된 항해사를 구한다는 말을 듣고 동생과 함께 지원한다. 선단은 총 5척의 배로 구성되었으며, 애덤스는 그중 호프('희망'이란 뜻) 호의 항해사로 채용되었고 마젤란 해협을 통과하기전에 리프데 호로 재배치되었다. 항해는 매우 험난하여 2척이 동인도제도와 에스파냐에 의해 나포되었고, 한 척은 항해를 단념하고 로테르담으로 돌아가 버렸다. 남은 것은 호프호와 리프데호의 두 척뿐이었으나, 태평양 항해도중 호프호가 침몰하여 최종적으로 리프데호 한 척만 남게 되었다. 남은 리프데호의 선원들도 식량보급을 위해 정박한 곳에서 각종 풍토병에 감염되거나, 현지인의 습격을 받아 인명이 손실, 출항당시 110명이었던 선원은 24명으로 줄었다. 애덤스의 동생 토마스도 현지인의 습격을 받고 죽었다. 리프데호도 일본 큐슈 동북부의 분고노쿠니의 우스키시란 곳에 표류하게 된다.

## 이에야스와의 만남
1600년 4월 19일, 분고노쿠니 우스키시에 표류한 리프데호는 자력으로 상륙이 불가능했기에 우스키시 성주 오오타 카즈요시가 제공한 소형 배를 타고 육지에 상륙한다. 오오타의 보고를 받은 나가사키 부교 테라자와 히로타카는 애덤스 일행을 구속하고 리프데호에 선적되어 있던 각종 무기와 탄약 화물을 압수한 후에 도요토미 히데요리에게 알렸다. 이때 예수회 소속 선교사들은 이들이 해적이니 처형하라고 부추겼으나 실권자인 도쿠가와 이에야스의 지시에 따라 중태에 빠진 선장을 제외한 나머지 선원들은 오사카로 이송되었다. 5월 12일 이들을 접견한 이에야스는 장로교와 영국 성공회를 믿는 네덜란드, 영국과 로마 가톨릭 국가인 에스파냐, 포르투갈간 종교 대립을 조리있게 설명하는 이들의 말을 신뢰하게 되었다. 몇번의 접견 후 이에야스는 이들을 놓아주고 자기 영지가 있는 에도로 초청한다.

## 일본생활
애덤스는 귀국을 희망했으나, 받아들여지지 않았다. 대신 이에야스는 쌀과 봉급을 주어 그를 달래고 외국사절과의 만남이나 외교교섭 등에 통역 및 상담으로 활용하였다. 또 이 시기에 기하학, 수학, 항해술 등의 서양지식을 막부관료들에게 가르쳤다고도 한다. 결국 귀국에 대한 희망을 접은 그는 막부에 물건을 납품하고 있던 어용상인의 딸과 결혼하여 1남 1녀를 두었다.
한편 에도만에 계류되어 있던 리프데호가 침몰해 버리자 조선장인으로서의 경험을 살려 서양식 배를 건조할 것을 요구 받는다. 이미 조선술을 상당부분 잊고 있던 애덤스는 사양하고자 했으나, 받아들이지 않을 수 없게 되었다. 결국 일본 최초의 조선용 도크를 설치하고, 약 80톤급의 배를 새로 건조하였다. 이에 크게 만족한 이에야스는 더 큰 대형선박의 건조를 지시하여 1607년에도 120톤급의 선박을 완성시킨다. (이 배는 나중에 일본에 표류한 필리핀 총독 로드리고 데 비베로가 이에야스로부터 배를 빌려 산 부에나 벤투라호라는 이름을 얻게 되었다) 이 공적과 노고를 치하하기 위해 이에야스는 250석규모의 하타모토(1만석 미만의 가신)에 명하고 사무라이의 신분으로서 칼을 허리에 찰 수 있도록 허용하였으며, 사가미 국에 영지를 수여했다. 이로써 애덤스는 서양인으로서는 최초로 사무라이가 되었다. 그의 성 미우라는 영지가 있는 미우라(三浦)반도에서 따왔으며 이름 안진(按針)은 그의 직업명에서 유래(도선사: 일본어로 水先案内人)에서 따왔다.

## 같이 보기
- 영국 동인도 회사
- 존 새리스(영어판)
- 리처드 콕스
- 데지마
- 헨드릭 하멜
- 박연 (1595년)
- 에도 막부
- 도쿠가와 이에야스